# Kepler-6 b
Kepler-6 b (KOI-17.01) est une planète extrasolaire (exoplanète) confirmée en orbite autour de l'étoile Kepler-6, une géante jaune située dans la constellation du Cygne.
L'exoplanète a été découverte par la mission Kepler le 17 janvier 2010.